# نورة المولد
نورة المولد هي مؤلفة ومخرجة سعودية.

## أعمالها

### الأفلام
- 300 كم: فيلم درامي قصير أنتج عام 2016، وفاز بجائزة النخلة الذهبية من مهرجان أفلام السعودية، وكتبت نورة المولد السيناريو والحوار للفيلم.
- قوارير: أنتج عام 2022، وشاركت نورة المولد في الكتابة والإخراج.

## التكريمات والجوائز
حصد فيلم قوارير الذي شاركت نورة المولد في كتابته وإخراجه أربعة جوائز من مهرجان أفلام السعودية في عام 2022، وهي جوائز أفضل فيلم روائي طويل، وأفضل سيناريو منفذ وأفضل تصوير سينمائي بالإضافة إلى جائزة لجنة التحكيم الخاصة لأفضل تمثيل، كما فاز الفيلم في نفس العام بجائزة لجنة التحكيم الخاصة خلال فعاليات الدورة السادسة لمهرجان أسوان لأفلام المرأة، وحظي الفيلم أيضًا بتنويه خاص من لجنة التحكيم ضمن فعاليات النسخة الثالثة من مهرجان الدار البيضاء للفيلم العربي عام 2022.

## وصلات خارجية
- صفحة المخرجة على قاعدة بيانات الأفلام العربية